# ハドソン・ホーネット
ハドソン・ホーネット (Hudson Hornet) は、ミシガン州デトロイトに存在していたハドソン・モーター・カー・カンパニー (Hudson Motor Car Company) が1951年から1954年にかけて製造した乗用車。
ハドソン合併後の後継企業であるアメリカン・モーターズ・コーポレーション（ウィスコンシン州ケノーシャ）でも、1955年から1957年までハドソンブランドを継続して「ホーネット」を製造した。

## 概要
第一世代のハドソン・ホーネットは,機能的な「ステップダウン("step-down")」デザインの車体構造を特徴としていた。これはフロアパンをフレームよりも低い位置に設置したもので、当時の他の車両と比べ低重心なシャシーとなり、ハンドリングに優れ、レース用のベース車両としても好まれた。ホーネットの低く構えた外観は独特の流線型(ストリームライン)スタイリングのため、より強調された。ホーネットはこの独特な低い外観と滑らかなハンドリングによって、購入者の多くから個性的な自動車と認められていた。
しかし、大手メーカーの攻勢に押された結果、第二世代のハドソン・ホーネットはスタイル変更でナッシュのバッジエンジニアリング車となった。

## 1951年 - 1954年
1951年式ホーネットは、既にハドソンが1948年式コモドールで採用した「ステップダウン」デザインを踏襲して採用していた。
この構造は、ボディとフレームを一体構造とした、一種のビルドインフレーム型のユニットコンストラクション方式で、フレーム上にフロアパンを載せるのではなく、フレームレール間にフロアパンを埋め込んでいた。このためこのタイプの構造を持つハドソンの乗車時には、一歩階段を下りる(ステップダウン)ように乗りこんだのが、命名の由来である。
ステップダウンシャシーの低重心構造は機能的かつスタイリッシュでもあった。ハンドリングが向上しただけでなく、乗員6人が低い着座位置でゆとりのある贅沢な乗り心地を味わえた。ボディには後輪ホイルアーチがなく、後輪はボディ外板で覆われて、低く構えた外観を強調していた。
ホーネットには2ドアクーペ、4ドアセダン、コンバーチブル、ハードトップクーペの仕様があった。価格はコモドールエイトと同程度で、US$2,543から$3,099だった。
ホーネットはすべてハドソンの高圧縮ストレートシックス"H-145"エンジンを搭載した。Lヘッド(サイドバルブ。フラットヘッドとも)デザインの排気量308 cu in (5.05 L)は当時、乗用車用としては「世界最大排気量の6気筒エンジン」だった。ビッグスリーに代表される他のメーカーからより高回転向けのV型8気筒エンジン搭載の新型車が次々と登場していた当時、シャーシ性能に優れていながら、エンジン開発余力の乏しさゆえに旧弊なサイドバルブ6気筒の大排気量に頼らねばならなかったのは、量産規模が限られたハドソンの弱みであった。それでも手持ちエンジンを強化する最大限の努力が為された。
その当初は、ツーバレルキャブレターで3800rpm時トルク145 hp (108 kW)。
エンジンは適切なチューニングをすればさらに出力が上がった。マーシャ・ティーグはAAAやNASCARの検査を合格したストックカー仕様のホーネットで112 miles per hour (180.2 km/h)を得たと主張した（見せかけのレース部品"severe usage"オプションを開発したハドソン技術者も同様にコメントしている）。
ハドソンエンジンとホーネットの走行性能の組み合わせにさらにチューンが施され、ダートばかりで舗装部分が極端に少なかった1950年代のレースでは、パワーと低重心シャーシの効果で無敵の強さを見せた。
1952年の"Twin-H"バージョンではデュアル・シングルバレル・キャブレター(dual single-barrel carburetors)をデュアルインテークマニホールド上に置き、170 hp (127 kW)と出力が向上した。ボンネットには機能的なスクープ(scoop)で外気をキャブレターに送った。これは1954年時点では、ラムエア(Ram Air)以上の「ベンチレーション」である。ハドソンが後に提供した"7-X"モディフィケーションを装備すればエンジンは210 hp (157 kW)を出力した。1952年から1953年にかけてホーネットは小規模な化粧替え(minor cosmetic enhancements)を行なったが、まだ1948年式コモドールの面影を強く残したままだった。
ストックカーレースでホーネットはほぼ無敵だったが、「レースでの活躍にもかかわらず・・・販売が下降を始めた。」ハドソンのライバル企業は、セミモノコック構造の部分導入はあっても基本はボディオンフレームの独立シャーシだったため、高コストとなるシャーシ設計の変更をせずに、ボディのみの手直しで毎年度、小変更を加えた新年度モデルを発表することができた。一方、ホーネットは、モダンで洗練されたユニボディ構造が却って制約となり、変更にはより多くのコストがかかった。ホーネットの本質は変わらないままだったが、ビッグスリーの計画的陳腐化の犠牲にならざるを得なかった。
最終的に1954年式では主流のスクエア（四角）にデザイン変更された。室内を取り囲んでいたステップダウンフレームなどに大きな変更が必要で、工作機械ツール類の一新など生産コストに跳ね返ることになった。フロントはシンプルなグリルとなり、飾り気がないフッドスクープ(hood scoop)が装備され、曲面で一体形成されたフロントガラス、当時流行ったフェンダーのクローム飾りがボディサイドについた。以前はスロープ状のセミ・ファストバックだったリアエンドは、スクエアなノッチバックになった。室内では新しくなったダッシュボードとインストルメントクラスターは、かなり現代風となった。V8エンジンはなくなり、308 cu in (5.05 L) 6気筒シリーズ一番のホーネットでは160 hp (119 kW)を出力した。レース用の170 hp (127 kW) "Twin-H-Power" (7-X)が工場オプションだった。
このデザイン見直しはルックスとスタイルの点では満点だったが、販売増に貢献するには時期が遅すぎた。
改良された「ホーネット・ブルーアム」のコンバーチブル仕様は、ハドソンの唯一のコンバーチブル仕様だった。魅力的だったが、価格は1954年式6気筒モデルでUS$3,288と高価だった。
ホーネットの年式別生産台数
- 1951年 = 43,656台
- 1952年 = 35,921台
- 1953年 = 27,208台
- 1954年 = 24,833台 (最終年式ハドソンがナッシュ＝ケルビネーターと合併する以前)

1952年-1956年 ハドソン・ワスプ(Hudson Wasp)はより低価格のステップダウンホーネットだった。

## NASCARでの名声

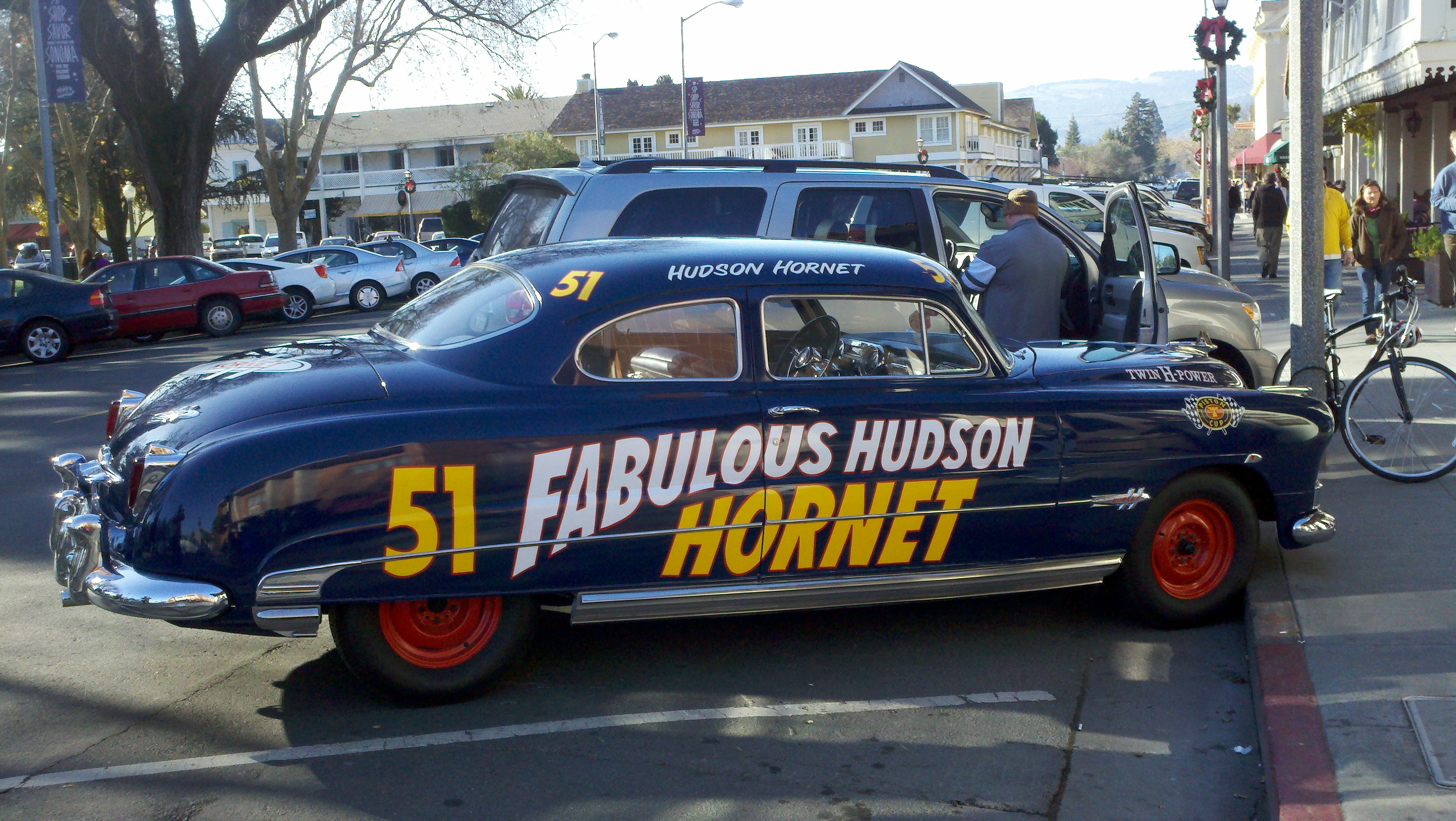

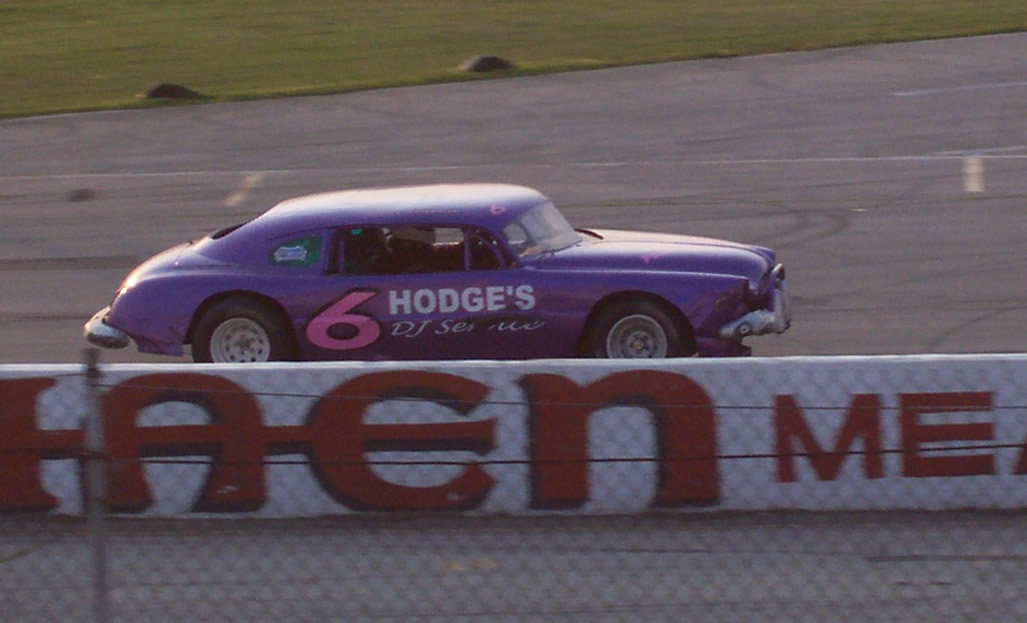
Racecar built to resemble a Hudson Hornet

ハドソンはスポーツカーレースに参戦した初の自動車メーカーである。ホーネットは、ストックカーがボディ外見だけを市販モデル風に取り繕ってレーシングシャーシに載せた代物でなく、真の「在庫（ストック）の市販車」だった純粋な時代の1950年代初期に、ストックカーレースで主役だった。ハドソンならではの低重心で流麗なボディは、レースフィールドでその優位性を存分に発揮した。
1952年にはマーシャル・ティーグ(en)が1952年AAAシーズンに13戦12勝で2位に1000ポイントの差をつけてフィニッシュを飾った。NASCARエースのハドソンチームのHerb Thomas、Dick Rathmann、Al Keller、Frank Mundyand、Tim Flockがハンドルを握り、ホーネットは27勝をあげた。AAAレースではティーグがストック仕様ホーネット「ファビュラス・ハドソン・ホーネット」でシーズン14勝をあげた。48戦40勝、勝率83%でホーネットのシーズン記録となった。
1952年NASCARグランドナショナルで34戦27勝、1953年37戦22勝、1954年37戦17勝と、一般ラグジュアリー仕様の自動車としてはすばらしい結果を残した。
ファビュラス・ハドソン・ホーネットはイプシランティ自動車歴史博物館で実車を見ることができる。

## 1955-1957
ホーネット最後の3年間は、ハドソンの合併でアメリカンモーターズコーポレーション(AMC)の製品として販売された。1954年以降、ハドソンのデトロイト製造施設は閉鎖され、ハドソンモデルの製造はナッシュのウィスコンシン工場に移された。製造合理化が図られ、ハドソンはすべてナッシュの上級モデルをベースにハドソン独自の外装を与えたものになった。
1950年代中期近くになると、ノッチバック型の3ボックススタイルが市場の主流を占めるようになり、AMCもまたそのトレンドに従わざるを得なくなった。1955年にはハドソンは保守的なスタイルの自動車となった。クーペ、セダン、ハードトップが作られた。コンバーチブルはなくなった。特筆すべきは、初めてホーネットにV8エンジンが搭載されたことであったが、この時代のアメリカ製中級車でのV8エンジン普及状況を考えれば、遅きに失した。

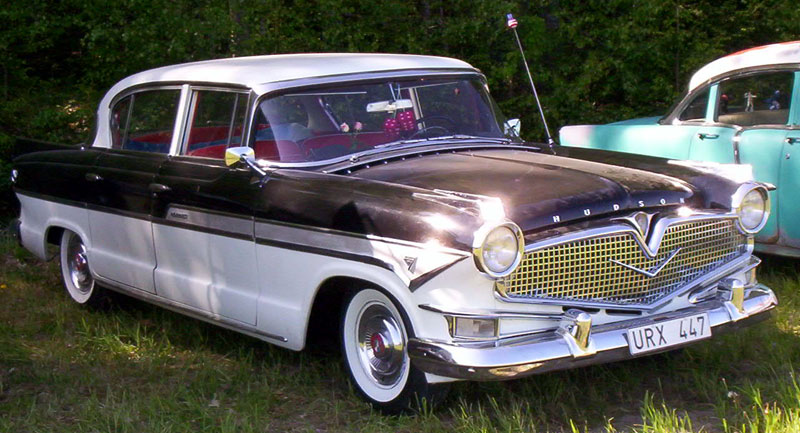
1957 Hudson Hornet Series 80 sedan

1956年式ではホーネットにより特徴づけが図られ、デザイナーのリチャード・アービブ(Richard Arbib)にそのリデザインが託された。ホーネットとワスプは1950年代を特徴づけるデザインともいえるVラインスタイリング("V-Line Styling")を作り出した。ハドソンの伝統的な三角をモチーフとして、V字型を車外車内のいたるところに使った。当時のトレンドのツートーンカラーを更に尖鋭化した三色配色とも組み合わせされて、ハドソン車はその独特の外観で注目を集めた。しかし販売は伸びず、1956年の実績は前年の13130台から8152台へと下落した。
1957年では、歴史あるハドソンの車名はホーネットのスーパー(Super)とカスタム(Custom)への使用に限定された。4ドアセダンと2ドア「ハリウッド」ハードトップがあった。2年目のVラインスタイリングは横に大きく広がった格子状グリル「エッグクレートグリル(egg-crate grille)」となり、折り目状のクロームストライプがボディサイドに設けられた。カスタムモデルには5つの三色配色が使われた。飾りが多く使われた。丸みを帯びたリアクオーターパネル上のフェンダー"finettes"や、フロントフェンダーの上につけられた風変わりなツインフィン(twin-fin)はその代表的なものである。価格は安くなり、出力は高くなった。エンジンはAMCの新型327 cu in (5.36 L)で4バレルキャブレターとデュアルエグゾーストで255 hp (190 kW)を出力した。販売台数は3108台でしかなかった。
1957年7月25日でホーネット生産は終了した。この時点でハドソンブランドは終了し、AMCは以降、ランブラーだけを生産した。

## 遺産
1970年に、ランブラーアメリカンの後継のコンパクトカーでアメリカンモーターズはホーネット名を再び使った。(AMCホーネット)
2006年にはダッジの小型四駆コンセプトカーにホーネット名が使われた。(ダッジ・ホーネット)

## 関連記事
- en:Doc Hudson